# Copa del Rey de hockey patines 2014
La Copa del Rey de hockey patines 2014 fue la septuagésima primera edición de la Copa del Rey de este deporte. La sede única fue la ciudad de Lérida y los encuentros se disputaron en El Pabellón Municipal 11 de Setembre.
Se disputó entre los 7 mejores equipos de la OK Liga 2013-14 en la primera vuelta de la liga y el Club Esportiu Lleida Llista Blava como equipo anfitrión, según el sorteo efectuado el 28 de enero de 2014.
Los partidos se jugaron entre el 27 de febrero y el 2 de marzo de 2014.
El campeón de esta edición fue el Club d'Esports Vendrell, que consiguió su segundo título de copa.

## Equipos participantes
- Club d'Esports Vendrell
- FC Barcelona
- Reus Deportiu
- HC Liceo
- Clube Patín Cerceda
- C.E. Lleida Llista Blava
- CP Vic
- C.P. Voltregà

## Resultados
|  | Cuartos de final                  | Cuartos de final |               |               | Semifinales | Semifinales |  |               | Final      | Final      |  |
|  | 27-28 de febrero                  | 27-28 de febrero |               |               | 1 de marzo  | 1 de marzo  |  |               | 2 de marzo | 2 de marzo |  |
|  |                                   |                  |               |               |             |             |  |               |            |            |  |
|  |                                   |                  |               |               |             |             |  |               |            |            |  |
|  | C.P. Voltregà                     | 2                |               |               |             |             |  |               |            |            |  |
|  | C.P. Voltregà                     | 2                |               |               |             |             |  |               |            |            |  |
|  | Reus Deportiu                     | 5                |               |               |             |             |  |               |            |            |  |
|  | Reus Deportiu                     | 5                |               | Reus Deportiu | 2 (4)       |             |  |               |            |            |  |
|  |                                   |                  |               | Reus Deportiu | 2 (4)       |             |  |               |            |            |  |
|  |                                   |                  | C.E. Vendrell | 2 (5)         |             |             |  |               |            |            |  |
|  | HC Liceo                          | 3 (0)            | C.E. Vendrell | 2 (5)         |             |             |  |               |            |            |  |
|  | HC Liceo                          | 3 (0)            |               |               |             |             |  |               |            |            |  |
|  | C.E. Vendrell                     | 3 (3)            |               |               |             |             |  |               |            |            |  |
|  | C.E. Vendrell                     | 3 (3)            |               |               |             |             |  | C.E. Vendrell | 6          |            |  |
|  |                                   |                  |               |               |             |             |  | C.E. Vendrell | 6          |            |  |
|  |                                   |                  | FC Barcelona  | 3             |             |             |  |               |            |            |  |
|  | CP Vic                            | 1                | FC Barcelona  | 3             |             |             |  |               |            |            |  |
|  | CP Vic                            | 1                |               |               |             |             |  |               |            |            |  |
|  | CP Cerceda                        | 0                |               |               |             |             |  |               |            |            |  |
|  | CP Cerceda                        | 0                |               | CP Vic        | 1           |             |  |               |            |            |  |
|  |                                   |                  |               | CP Vic        | 1           |             |  |               |            |            |  |
|  |                                   |                  | FC Barcelona  | 5             |             |             |  |               |            |            |  |
|  | Club Esportiu Lleida Llista Blava | 3                | FC Barcelona  | 5             |             |             |  |               |            |            |  |
|  | Club Esportiu Lleida Llista Blava | 3                |               |               |             |             |  |               |            |            |  |
|  | FC Barcelona                      | 6                |               |               |             |             |  |               |            |            |  |
|  | FC Barcelona                      | 6                |               |               |             |             |  |               |            |            |  |
|  |                                   |                  |               |               |             |             |  |               |            |            |  |

- Entre paréntesis goles en tanda de penaltis.

## Final
| Fecha                                        | Hora  | Partido       | Partido | Partido      |
| -------------------------------------------- | ----- | ------------- | ------- | ------------ |
| 2 de marzo                                   | 15:30 | C.E. Vendrell | 6-3     | FC Barcelona |
| Pabellón: Pavelló Onze de Setembre, (Lérida) |       |               |         |              |